# مرکز تحقیقات ایمز

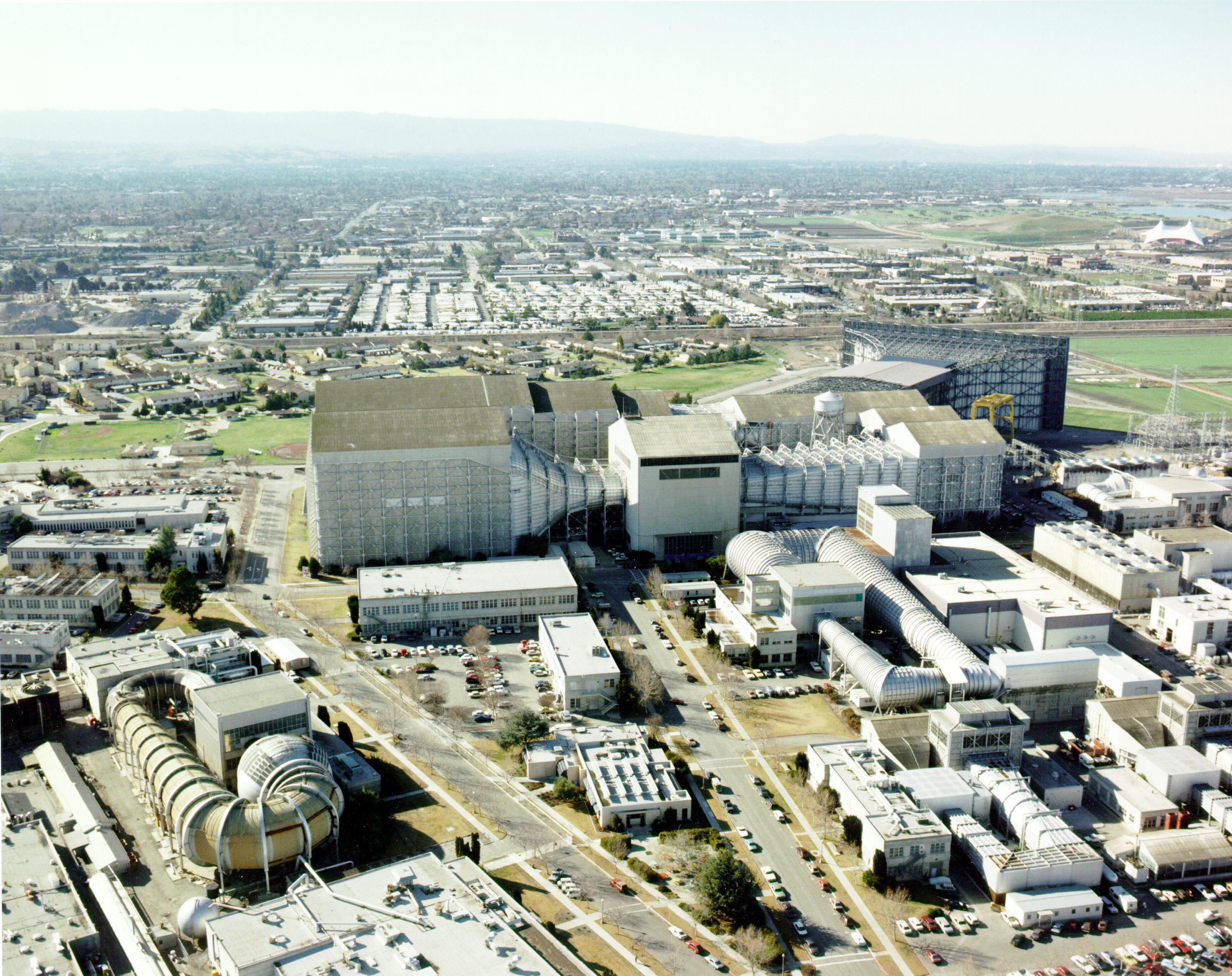

مرکز تحقیقات ایمز (به انگلیسی: Ames Research Center) یک مرکز پژوهشی سازمان ناسا است و در بخشی از دره سیلیکون، فرودگاه صحرایی فدرال موفت، در ایالت کالیفرنیا واقع شده‌است.
این مرکز به افتخار جوزف ایمز نامگذاری شده‌است.
این آزمایشگاه فدرال از سال ۱۹۳۹ تا کنون در زمینه‌های مختلف علوم فضایی فعالیت‌های گسترده‌ای داشته‌است.
این مرکز در آغاز به عنوان دومین آزمایشگاه کمیته رایزنی ملی هوانوردی آمریکا موسوم به (NACA) تأسیس شده بود، که بعدها آن آژانس منحل و دارایی‌ها و پرسنل آن در اول اکتبر ۱۹۵۸ به بنیاد به تازگی ایجاد شدهٔ سازمان ملی هوانوردی و فضایی (ناسا) منتقل شد. ایمز ناسا به افتخار ژوزف سوییت ایمز (Ames)، فیزیکدان و یکی از اعضای مؤسس (NACA) نامگذاری شده‌است. در آخرین برآورد، ایمز ناسا تا کنون حدود بیش از ۳٫۰ میلیارد دلار در تجهیزات خود، و تربیت ۲۳۰۰ پرسنل تحقیقات و ۸۶۰ میلیون دلار بودجه سالانهٔ این مرکز سرمایه‌گذاری کرده‌است.

## گسترش فعالیت
این آزمایشگاه فدرال از سال ۱۹۳۹ تا کنون در زمینه‌های مختلف علوم فضایی فعالیت‌های گسترده‌ای داشته‌است. نقش گسترش یافتهٔ این نهاد شامل دربر گرفتن پرواز فضایی و فناوری اطلاعات است. ایمز (Ames) نقش مهمی در بسیاری از ماموریت‌های ناسا ایفا می‌کند. در زمینه‌های این فراهم می‌کند رهبری در اخترزیست‌شناسی؛ ماهواره‌های کوچک؛ اکتشافات رباتیک ماه؛ جستجو برای سیاره‌های قابل سکونت؛ ابررایانه؛ سیستم‌های هوشمند / تطبیقی، حفاظت حرارتی پیشرفته؛ و رصدگری هوایی، این سازمان دارای نقش رهبری است. ایمز همچنین در زمینهٔ توسعهٔ ابزارهای امن تر، و کارآمدتر حریم هوایی ملی فعال است.
سایت ایمز مرکز اجرای مأموریت برای چند مأموریت کلیدی جاری: (مأموریت کپلر، مأموریت ماهوارهٔ مشاهده‌گر و حس‌گر دهانه‌های ماه (LCROSS)، رصدخانه استراتوسفری اخترشناسی فروسرخ (SOFIA),، طیف نگاری سطحی منطقه) و گردانندهٔ عمده پروژهٔ «تمرکز اکتشافات جدید» و به عنوان یکی از شرکت کنندگان در خودرو اکتشافی خدمه اوریون است.